# Tiziano Pasquali
Pour les articles homonymes, voir Pasquali.

a Compétitions nationales et continentales officielles uniquement.

b Matchs officiels uniquement.
Dernière mise à jour le 17 février 2023.
Tiziano Pasquali, né le 14 juillet 1994 à Rome, est un joueur de rugby à XV évoluant au poste de pilier au sein du Benetton Trévise.

## Biographie
Ayant grandi à Frascati, dans la province de Rome, Pasquali a commencé à jouer au rugby à l'âge de 13 ans dans le récemment créé club Appia Rugby, situé dans le quartier de Quarto Miglio à Rome. Il rejoint peu après le S.S. Lazio dont il part ensuite à 16 ans, en 2010, pour aller étudier en Écosse à l'école Merchiston Castle, à Édimbourg. Il devient rapidement titulaire dans leur équipe de rugby, atteignant les demi-finales du tournoi scolaire. 
Remarqué par les observateurs de Richard Cockerill, entraîneur de Leicester, il est invité à une audition au sein de la prestigieuse équipe anglaise et est admis dans son centre de formation ; En 2013, il décroche son premier contrat professionnel et fait ses débuts officiels contre les Ospreys lors de la Coupe anglo-galloise. Ses débuts en Premiership ont lieu le 10 mai 2014, dernier jour de la saison régulière du tournoi, contre les Saracens, à 13 minutes de la fin, en remplacement de l'Argentin Marcos Ayerza. 
À partir de 2013, il a signé un «double enregistrement» avec les Doncaster Knights, une formule qui permet à un joueur de Premiership de jouer avec un autre club de la catégorie inférieure. 
Après 5 ans avec les Leicester Tigers, 2 avec l'Académie et 3 en tant que professionnel avec l'équipe sénior, pour la saison 2016-17, il rentre en Italie, engagé par Benetton. 

### Carrière internationale
Il a fait partie de toutes les équipes nationales italiennes U17-U18 et U20. Il a été appelé à la Tbilissi Cup 2014 dans les rangs de l'Italie A, mais il a refusé la convocation. Depuis juin 2014, Pasquali est également éligible pour représenter la Fédération anglaise, ayant passé trois années consécutives dans un club qui lui est affilié. 
Le 17 juin 2017, il fait finalement ses débuts dans l'équipe nationale senior à Suva contre les Fidji. Le 9 juin 2018, lors de sa première titularisation sur la scène internationale, il marque un essai lors du test match perdu par l'équipe nationale à Ōita (34-17) contre le Japon. 
En 2019, il est retenu avec l'équipe pour la Coupe du monde au Japon.